# Лялин, Игорь Николаевич
Игорь Николаевич Лялин (укр. Ігор Миколайович Лялін; 6 декабря 1960, Фрунзе) — советский и украинский футболист, защитник и полузащитник, тренер.

## Биография
Воспитанник ДЮСШ города Фрунзе (первый тренер М. Карабеджак). Начал взрослую карьеру в составе фрунзенской «Алги», в сезоне 1979 года сыграл 37 матчей и забил один гол в первой лиге, затем на протяжении четырёх сезонов выступал за клуб во второй лиге. В 1979 году принимал участие в футбольном турнире Спартакиады народов СССР в составе сборной Киргизской ССР.
В 1984 году играл в клубе «Шахта Эстония» (чемпион Эстонской ССР и финалист Кубка Эстонской ССР), с 1985 года выступал за симферопольскую «Таврию». Провёл в команде четыре года, сыграв более 150 матчей во второй и первой лигах. Победитель зонального турнира второй лиги и чемпион Украинской ССР 1985 и 1987 годов. Полуфиналист Кубка СССР 1986/87, выходил на поле в полуфинальном матче против минского «Динамо». В 1986 году играл в неофициальных матчах против сборной СССР за «Таврию» (0:0) и сборную Крыма (2:3).
После ухода из «Таврии» выступал во второй лиге за «Кривбасс» и «Прикарпатье».
В 1991—1992 годах играл в Чехословакии[где?].
С 1992 года выступал в низших лигах Украины за «Фрунзенец»/«Динамо» (Саки), провёл более 140 матчей. В 1995—1996 годах был играющим главным тренером клуба.